# Alveógrafo de Chopin

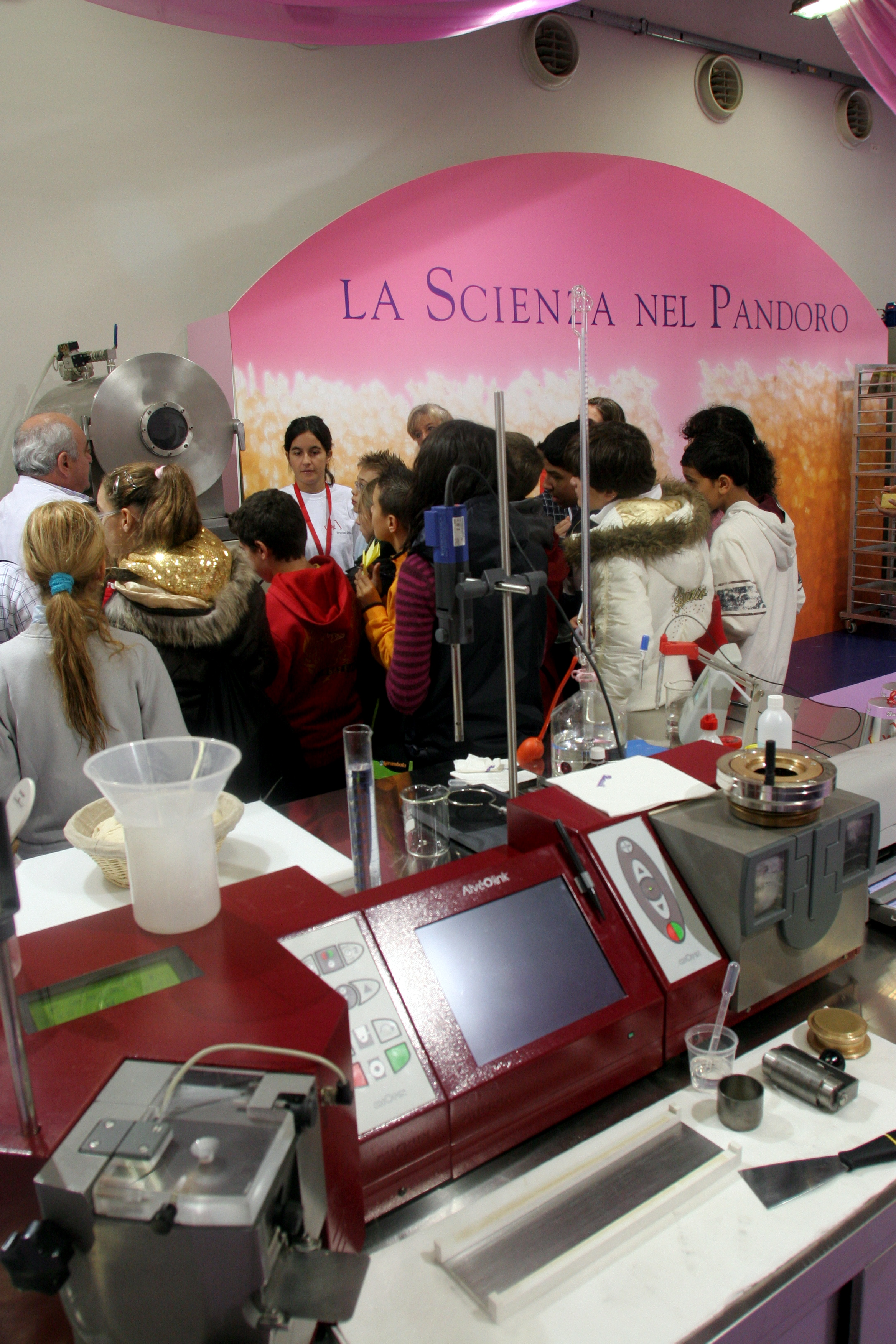
Alveógrafo (en primer plano), en una clase sobre la elaboración de masas (Festival della Scienza de Génova, 2007)

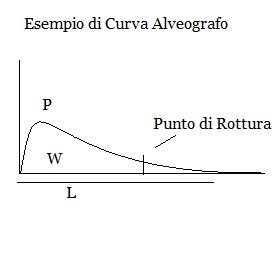
Ejemplo de curva alveográfica:
P = tenacidad
L = extensibilidad
W = fuerza

Ejemplo de alveograma con 2 harinas.

El alveógrafo de Chopin (del latín, alveus 'hueco' o 'cavidad' y del griego, γραφω graphō 'escrito') es una máquina que mide la fuerza, la tenacidad y elasticidad de una masa alimentaria hecha a partir de harina, definiendo su comportamiento en un gráfico llamado alveograma. Para ello, deforma la masa a partir de la presión ejercida por aire insuflado. Esta máquina fue inventada en 1921 por el francés Marcel Chopin, quien originalmente la denominó  extensimètre («extensómetro»). En la actualidad, son fabricadas por la empresa Chopin Technologies, dedicada a analizar la calidad de granos, cereales y harinas, con sede en Villeneuve-la-Garenne, Francia.
Este instrumento permite determinar una medida fundamental para la tecnología alimentaria a base de harinas, la medida también se denomina índice de fuerza o factor W (en inglés, W index), y permite, a partir de valores numéricos obtenidos durante la prueba, comparar la rigidez o la extensibilidad de la harina; Las harinas con alto W son harinas con un alto contenido en gluten, y por lo tanto, son las más adecuadas para una fermentación prolongada.

## Funcionamiento
Las pruebas con el alveógrafo miden la dureza, tenacidad y elasticidad de una masa de harina utilizando una mezcla estandarizada de harina (250 g) y agua (solución salina al 2,5%). Por lo general, consta de:
1. Amasadora equipada con un paso de extracción que permite la formación de la masa y su extracción en la preparación de la masa para la prueba con el alveógrafo.
2. Termostato con placa alveográfica, que es el propio alveógrafo que mide la extensión tridimensional de una muestra de masa preparada con métodos estándar, bajo la acción de una presión de aire que crea una burbuja. Este modo de extensión de burbujas reproduce la deformación de la masa bajo la influencia del CO2 producido durante la fermentación.
3. Manómetro registrador que permite imprimir un trazo similar al de la figura.

El agrónomo Norman Borlaug, premio Nobel de la Paz en 1970, utilizó esta invención para seleccionar variedades de trigo adecuadas para ambientes tropicales.

## Alveograma
En cuanto a reología, el alveograma determina las características y calidad de una harina para hacer pan y/o pasta midiendo la presión de aire necesaria para estirar la masa, determinando su fuerza y extensibilidad; de hecho, el instrumento registra la expansión de una burbuja de harina soplada con aire hasta que se rompe, lo que permite registrar la medición en un gráfico, el alveograma.
Mide cuatro parámetros fundamentales:
- Factor P: índice de tenacidad de la mezcla expresado en mm. Cuanto más altos sean los valores, mayor será la cantidad de agua necesaria para tener la consistencia y el rendimiento adecuados para la panificación.
- Factor L: índice de extensibilidad de la masa, expresado en mm, que indica la capacidad porosa (alvéolos) en un pan.
- Factor W: incorrectamente llamado índice de fuerza, pues es la energía. Se expresa en diez milésimas (10-4) de julios y es la energía necesaria para inflar la burbuja de la masa; corresponde al área subtendida por la curva del alveograma. Cuanto mayor sea su valor, mayor será la red de proteínas de una harina y, en consecuencia, la capacidad de producir un producto altamente fermentado.
- Factor G: índice de hinchamiento, viene dado por la capacidad de romper la burbuja de la masa.

Las harinas utilizadas en la elaboración de pan tienen preferiblemente valores P/L que oscilan entre 0,4 y 0,7 con un índice de resistencia W igual a, al menos, 100-120; en producciones muy fermentadas, como por ejemplo el pandoro, se requieren harinas con un factor W que frecuentemente excede el valor de 300.

### Relación P/L
La relación P/L indica el grado de extensibilidad de la harina. Con proporciones <0,5 de P/L existen harinas muy extensibles típicas de masas blandas, extensibles y probablemente pegajosas; por el contrario, con proporciones >0,5, las harinas son cada vez más rígidas, propias de masas difíciles de trabajar, para panes de bajo volumen con miga compacta.

### Valor del factor W
La principal característica de las harinas fuertes es que contienen una gran cantidad de proteínas insolubles (glutenina y gliadina) que, en contacto con un líquido en la fase de mezcla, producen gluten. Las harinas fuertes son harinas ricas en gluten y bajas en almidón. El gluten forma una tenaz red que en la masa fermentada retiene los gases leudantes permitiendo un desarrollo considerable del producto durante la cocción. Cuanto más larga sea la fermentación de un producto de panadería, mayor será el factor W de la harina que se necesite para retener más cantidad de dióxido de carbono liberado por las levaduras fermentadoras durante el proceso.
El gluten, que forma parte de una harina proteica, es capaz de absorber agua una vez y media su peso, y cuanto más fuerte sea la harina, mayor será la concentración de proteínas y por tanto más su hidratación. La hidratación varía desde menos del 50% para las harinas destinadas a las galletas hasta porcentajes superiores al 70% para las harinas fuertes.
- Harinas de baja calidad con W <90, no aptas para panificación.
- Harinas débiles con W entre 90 y 160, aptas para galletas y craker; tienen un bajo contenido de proteínas, normalmente alrededor del 9%.
- Harinas de fuerza media con W entre 160 y 250, aptas para pasta blanda o pan francés, de Ferrara o de Apulia; también se utilizan para refrescar la levadura así como para hacer masas de tipo directo o para leudaciones de corta duración como pizzas y focaccias.
- Harinas fuertes o fuertes con W entre 250 y 310, aptas para panes de masa dura y para la rosetta, la baguette y el biove.
- Harinas para productos fermentados con W entre 310 y 370, aptas para masas de levadura con fermentación larga con el método de la biga, aptas para el pandoro, el panettone, la colomba pasquale, brioches y croissants.
- Las harinas de Manitoba con W superior a 400, originarias de la región homónima de Canadá, aunque actualmente también se cultivan en Europa; se utilizan para productos fermentados y para reforzar otras harinas aumentando su fuerza.

### Valor del factor G
El valor óptimo de G para la elaboración de pan está entre 20 y 25. El valor viene determinado por el punto de rotura de la burbuja de masa; se calcula como la raíz cuadrada del volumen de aire necesario para romper la burbuja e indica la capacidad de extensión de la masa y por tanto el volumen final que alcanzará el pan. Este valor le permite evaluar el rendimiento de una harina para hacer pan.